# Reggane Airport
Reggane Airport är en flygplats i Algeriet.   Den ligger i provinsen Adrar, i den centrala delen av landet, 1 100 km söder om huvudstaden Alger. Reggane Airport ligger 278 meter över havet.
Terrängen runt Reggane Airport är platt.  Trakten runt Reggane Airport är nära nog obefolkad, med mindre än två invånare per kvadratkilometer. Närmaste större samhälle är Reggane, 11,2 km väster om Reggane Airport. Trakten runt Reggane Airport är ofruktbar med lite eller ingen växtlighet.